# Andrea Tagliasacchi
Andrea Tagliasacchi (Castelnuovo di Garfagnana, 5 gennaio 1959) è un politico italiano.

## Biografia
Esponente dei Democratici di Sinistra, è stato consigliere comunale a Castelnuovo di Garfagnana, membro della segreteria regionale del partito e consigliere provinciale.
Eletto presidente della provincia di Lucca nel 1997 con il sostegno dell'Ulivo, è stato riconfermato nel 2001 rimanendo quindi in carica fino al 2006.
Nel 2007 si è candidato a sindaco di Lucca per i partiti dell'Unione, ma è stato sconfitto da Mauro Favilla, sostenuto dalla Casa delle Libertà.
Il 25 maggio 2014 è stato eletto sindaco di Castelnuovo Garfagnana, sua città natale, venendo riconfermato nel 2019 e nel 2024. 
Il 12 agosto 2016 ha annunciato la sua candidatura a sindaco di Lucca, candidatura poi ritirata a seguito della scelta del primo cittadino in carica Alessandro Tambellini di correre per un secondo mandato.